# 札幌市交通局8520形電車
札幌市交通局8520形電車（さっぽろしこうつうきょく8520がたでんしゃ）は、札幌市交通局が1988年に導入した札幌市電の路面電車車両である。

## 概要
8510形の増備車で、210形置き換えのために1988年（昭和63年）に新製された。8510形を基本とするが、ドア部の手すりやステップに改良を加えている。215号・216号が代替で廃車となっている。
2013年には素子をIGBTｰVVVFインバータに更新した。

## 製造
1988年2月に8521号・8522号が川崎重工で製造された。

## 改造

### 塗色変更
製造当初は8500形同様の塗色であったが、1994年（平成6年）以降にCIカラー（STカラー）に変更されている。

### パンタグラフ更新
1996年（平成8年）に8521号、2010年  (平成22年)   に8522号がZ形パンタグラフからシングルアームパンタグラフに変更されている。

### 運転台通風器
運転台上の通風器が通風性改善のため大型のものに交換されている。

### 方面幕
2014年（平成26年）から3300形とA1200形を除く札幌市電の全車両において、前面と側面の方面幕を従来の幕式からLED表示に切り替える更新が施され、当形式も2編成ともに更新された。2015年（平成27年）12月に開通した環状化を見込んだものと思われる。

## 全面広告車両
2015年9月現在は2両ともに通常塗装となっている。かつては8521号がアルバイト北海道の、8522号は過去に札幌パン・洋菓子教室、自由が丘エピサロンの全面広告車両だった。

## 主要諸元
- 全長：13,000 mm
- 全幅：2,230 mm
- 全高：3,815 mm
- 自重：18 t
- 定員（座席）：100 (34) 人
- 出力・駆動方式：60.0kW×2・平行カルダン式（WNドライブ）
- 制御装置：三菱電機製 VVVFインバータ RCT（SIV-V324-M）→ IGBT（MAP-062-60VD241）
- 台車型式：川崎重工 KW-59